# Jezioro Płytkie
Jezioro Płytkie – jezioro w woj. wielkopolskim, w powiecie międzychodzkim, w gminie Międzychód, leżące na terenie Pojezierza Poznańskiego.

## Dane morfometryczne
Powierzchnia zwierciadła wody według różnych źródeł wynosi od 11,0 ha do 11,5 ha.
Zwierciadło wody położone jest na wysokości 71,9 m n.p.m. 
Średnia głębokość jeziora wynosi 3,5 m, natomiast głębokość maksymalna 5,9 m.